# رضا بلحیان
رضا بلحیان (انگلیسی: Reda Belahyane؛ زادهٔ ۱ ژوئن ۲۰۰۴) بازیکن فوتبال زاده فرانسه اهل مراکش است.
وی همچنین در تیم‌های ملی فوتبال زیر ۱۸ سال فرانسه و مراکش بازی کرده است.